# Boadilla (La Fuente de San Esteban)
Boadilla es una localidad y entidad local menor española del municipio de La Fuente de San Esteban, en la provincia de Salamanca, Castilla y León. Se integra dentro de la comarca de Ciudad Rodrigo y la subcomarca del Campo de Yeltes, que forma parte del Campo Charro.

## Historia

### Imperio Romano
En esta época no existía el pueblo como tal, sino que se trataba más bien de una zona de tránsito, un punto en el camino de quienes se dirigían hacia Ciudad Rodrigo o a la Peña de Francia. De este período Boadilla conserva algunas monedas encontradas en sus inmediaciones y quizás algún resto toponímico como el del "Valle de los Soldados". En cuanto al origen del nombre, la explicación más aceptada es la que lo sitúa en la época árabe y defiende que el nombre proviene de "Boada", palabra que en aquellos años definía un "lugar bajo con agua donde pacen los bueyes".

### Edad Media
Tras un largo período de vacío de datos históricos, es en la Edad Media cuando vuelve a surgir una pista para acercarnos más a los orígenes de nuestro pueblo: aparece en un acta el primer documento escrito referido a Boadilla que data del reinado de Fernando II de León. Es del 14 de enero de 1172 y en él aparece la primera referencia escrita sobre nuestro pueblo a través de la expresión "Mesón de Boadilla", por lo que puede deducirse que la fundación del pueblo se debe a los procesos repobladores efectuados por los reyes de León en la Alta Edad Media. De esta época es precisamente la dependencia eclesiástica de Boadilla de la diócesis de Ciudad Rodrigo tras la creación de la misma por parte del rey Fernando II de León en el siglo XII y bajo la que quedó encuadrada Boadilla dentro del Campo de Yeltes. 

### Edad Moderna
Al siglo XVI pertenece un libro de la desaparecida "Cofradía de San Genaro"; en concreto es del año 1542 y atestigua que Boadilla era ya un "pueblo" en toda la extensión de la palabra, incluso con iglesia propia. Del Siglo de las Luces son varios censos que hablan ya de hegemonía como pueblo de Boadilla, aunque las tierras aún pertenecen, en su mayoría, al marqués de Espeja, al conde de Villagonzalo y a diferentes cabildos eclesiásticos. Es de esta época la talla actual de Nuestro Querido San Genaro, de madera policromada.

### Edad Contemporánea

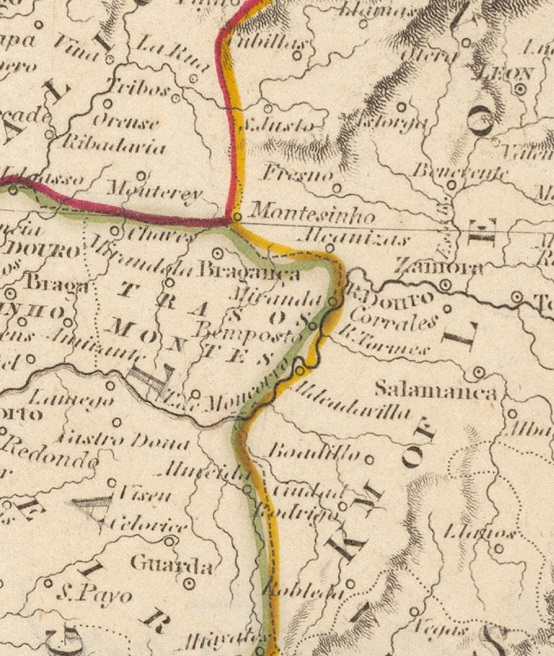
Detalle del área de confluencia de los reinos de León, Portugal y Galicia en el mapa 'Spain and Portugal', realizado en 1819 por Smith, en el que se puede observar Boadilla.

Con la creación de las actuales provincias en 1833, Boadilla quedó incluida en la provincia de Salamanca, dentro de la Región Leonesa. Posteriormente, el año 1880 se inaugura la importante historia ferroviaria que atravesó el pueblo durante mucho tiempo con la creación de la Línea La Fuente de San Esteban-Barca de Alba, aunque es seis años después cuando se instaura como ramal de la línea Medina del Campo-Fuentes de Oñoro. Como datos anecdóticos apuntemos que en su construcción quebraron 11 empresas, que se emplearon a 20 000 trabajadores tan mal pagados que un viaje por ella tenía un coste equivalente a cuatro jornadas de trabajo. El primer viaje lo realizó la Infanta Isabel el 8 de diciembre de 1887, prestando servicio desde entonces hasta su clausura, que tuvo lugar el 1 de enero de 1985.
Surgen en los albores de este siglo las primeras discrepancias sobre el origen del nombre (unos defienden que es árabe, otros musulmán...) sin que se llegue a ninguna conclusión clara. De esta época ya no es necesario añadir mucho ya que todos hemos tenido y tenemos bisabuelos, abuelos, padres tíos o simplemente amigos que nos han ido contando las historias conocidas y no tan conocidas del pueblo: historias de amores, de tierras, de Iglesia, de épocas buenas y de vacas flacas, de la agricultura, la ganadería, de sus personas y personajes, de las matanzas, de los San Genaros, de los bailes, de todos y de todo lo que ha ido dando forma a la cara y al alma de Boadilla.

#### Guerra Civil
En agosto de 2018 la Asociación para la Recuperación de la Memoria Histórica (ARMH) localizó en el cementerio de  Boadilla los restos de cuatro jornaleros de Robleda que fueron asesinados por pistoleros de la Falange el 13 de agosto de 1936. Estos restos pertenecían a Esteban Mateos Mateos, de 32 años, asesinado el 12 o 13 de agosto de 1936, a su hermano de 26 años, Tiburcio, a Emilio Guitierrez Pascual, de 33 y a Julio Calzado Blasco, de 18. Todos ellos fueron detenidos dos días antes de su muerte con la intención de ser trasladados a Ciudad Rodrigo pero fueron asesinados en las inmediaciones de Boadilla y enterrados en la fosa común del cementerio de esta localidad. Existe un documento en el que un vecino de Robleda declara que hasta el 11 de agosto de 1936 no se molesto a nadie en su localidad, pero que, sin embargo, a partir de ese día fueron varios vecinos los que fueron llevados por varios falangistas de Ciudad Rodrigo y sus cadáveres fueron hallados días después en varias localidades.

## Geografía humana

### Demografía
| Gráfica de evolución demográfica de Boadilla entre 1842 y 1970 |
| |
| Población de derecho según los censos de población del INE Población de hecho según los censos de población del INEEntre el censo de 1981 y el anterior, este municipio desaparece porque se agrupa en el municipio 37135 (La Fuente de San Esteban) |

Según el Instituto Nacional de Estadística, la localidad de Boadilla está formada por tres unidades poblacionales, Boadilla, Las Cantinas y el resto en diseminado.
En 2022 contaba con una población de 177 habitantes, de los cuales 95 eran varones y 82 mujeres (INE 2022).
De estos 177 habitantes, 128 viven en Boadilla, 39 en Las Cantinas, y los 10 restantes en diseminado. 
| Gráfica de evolución demográfica de Boadilla entre 2000 y 2022                           |
|                                                                                          |
| Fuente: Instituto Nacional de Estadística de España - Elaboración gráfica por Wikipedia. |

## Personajes ilustres
- Santiago Ramos. Actor, ganador del premio Goya a mejor actor en 1996, o del premio a mejor actor del Festival de Cine Hispano de Miami en 1999, siendo especialmente conocido por su papel como Andrés Guerra en la serie televisiva Aquí no hay quien viva.